# Wilhelm Meentzen
Gerd Anton Wilhelm Meentzen (* 19. März 1915 in Emden; † 8. Mai 2001 ebenda) war ein deutscher Vizeadmiral der Bundesmarine.

## Leben

### Reichs- und Kriegsmarine
Meentzen, Sohn eines Schiffbau-Ingenieurs, trat nach dem Abitur 1934 als Offizieranwärter in die Reichsmarine ein und wurde zum Seeoffizier ausgebildet. Er diente als Wachoffizier auf Torpedobooten der Raubvogel-Klasse. 1940 wurde er als Oberleutnant zur See Kommandant und stellvertretender Flottillenchef in der 2. Schnellboot-Flottille, mit der er im Ärmelkanal und im Finnischen Meerbusen operierte. Von Oktober 1941 bis Mai 1943 war er Admiralstabsoffizier beim Deutschen Marinekommando Italien.
Im Mai 1943 wurde Meentzen Kommandant des Torpedoboots T 10 und ab November 1943 des Torpedoboots T 24. In dieser Stellung erhielt er am 5. Mai 1944 das Deutsche Kreuz in Gold. Mit T 24 war Meentzen an der Versenkung des kanadischen Zerstörers Athabaskan am 29. April 1944 sowie an der Rettung und Gefangennahme von 85 Mann der Athabaskan beteiligt.
Bei der Versenkung seines Bootes durch britische Mosquito-Flugzeuge am 24. August 1944 wurde Meentzen verwundet. Er wurde zur Genesung in die eingeschlossene Festung Gironde-Süd gebracht, wo Meentzen am 30. Oktober 1944 das Ritterkreuz des Eisernen Kreuzes verliehen wurde. Am 20. April 1945 geriet er in französische Kriegsgefangenschaft, aus der er am 23. Juni 1947 frei kam.

### Nachkriegszeit
Die Gefangenschaft verbrachte Meentzen in einem Strafgefangenenlager und betätigte sich als Dozent für deutsche Offiziere. Nach der Rückkehr nach Deutschland war er als Werft- und Reedereikaufmann tätig. 1953 trat er in den Seegrenzschutz ein und wurde Chef des Seegrenzschutzverbandes II.

### Bundesmarine
1956 trat Meentzen als Korvettenkapitän in die neu aufgestellte Bundesmarine ein und war im Bundesministerium der Verteidigung für Personalangelegenheiten der Marine zuständig. 1959 ging Meentzen zur Ausbildung in die USA, um dort als Kommandant den Zerstörer 3 in Dienst zu stellen.
1961 wurde Meentzen als Kapitän zur See Leiter der Operationsabteilung im Flottenkommando. Von Oktober 1963 bis September 1964 war er Kommandeur des 3. Zerstörergeschwaders. Von Oktober 1964 bis Oktober 1968 war er Referatsleiter und Unterabteilungsleiter im Bundesnachrichtendienst. Im Oktober 1968 wurde er als Flottillenadmiral Leiter der Unterabteilung II Führung im Führungsstab der Marine und blieb dies bis November 1970.
1971 wurde er unter Beförderung zum Vizeadmiral NATO-Befehlshaber der Seestreitkräfte Ostseezugänge. 1973 wurde Meentzen mit dem Großen Verdienstkreuz der Bundesrepublik Deutschland ausgezeichnet. Von seinem Dienstposten aus wurde er am 30. September 1974 pensioniert.

### Weitere Tätigkeit
Nach seinem Ruhestand war Meentzen als selbständiger Berater für verschiedene Firmen, insbesondere Werften, tätig. Außerdem übte er mehrere Ehrenämter aus, unter anderen für die Deutsche Gesellschaft zur Rettung Schiffbrüchiger. Von 1978 bis 1982 war er Vorsitzender der Marine-Offizier-Vereinigung.

### Privates
Meentzen war verheiratet und hatte ein Kind.